# Studzianki Pancerne
Studzianki Pancerne (prononciation : [stuˈd͡ʑaŋki panˈt͡sɛrnɛ]) est un village polonais de la gmina de Głowaczów dans le powiat de Kozienice de la voïvodie de Mazovie dans le centre-est de la Pologne.
Le village possède approximativement une population de 190 habitants en 2006.

## Histoire
Au cours de la Seconde Guerre mondiale, le village a été un champ de bataille d'un engagement armé majeur qui a eu lieu entre le 9 et 16 août 1944, la bataille de Studzianki.
Au cours de ce qui est connu sous le nom de la bataille de Studzianki, la 8e armée soviétique, aidé par des éléments de la première brigade blindée polonaise du premier front biélorusse, défait une contre-attaque blindée menée par trois divisions allemandes, dont la Fallschirm-Panzer Division 1 Hermann Göring. Pour commémorer la bataille, en 1969, le nom du village a été modifié afin d'inclure le mot Pancerne, ce qui signifie blindée en langue polonaise. Studzianki Pancerne a été le premier petit village à obtenir un blason dans l'ère post-guerre, le blason a été conçu par Szymon Kobyliński.
De 1975 à 1998, le village appartenait administrativement à la voïvodie de Radom.

## Dans la culture populaire

### Jeux vidéo
Dans World of Tanks, une carte de bataille en possède le nom.